# Ádánd
Ádánd là một thị trấn thuộc hạt Somogy, Hungary. Thị trấn này có diện tích 29,52 km², dân số năm 2010 là 2285 người, mật độ 77 người/km².